# Mały Szczebel
Mały Szczebel (771 m), także Mały Strzebel – najdalej na północ wysunięty wierzchołek w masywie Szczebla w Beskidzie Wyspowym. Przebiega przez niego granica między wsią Lubień w powiecie myślenickim (stoki zachodnie) a wsią Kasinka Mała w powiecie limanowskim (stoki wschodnie). Na mapie zaznaczony jest jako szczyt, jednak jego wybitność jest znikoma, natomiast następuje na nim załamanie grzbietu, który z równego i niemal poziomego nagle staje się stromy.
Mały Szczebel jest całkowicie porośnięty bukowo-jodłowym lasem. Na północno-zachodnim stoku Małego Szczebla znajduje się jaskinia Zimna Dziura w Strzeblu. Obok niej i przez szczyt Małego Szczebla prowadzi szlak turystyki pieszej. Zaznaczona na mapach Mokra Polana jest okresowo zanikającym, niewielkim stawem o charakterze osuwiskowym, prowadzi do niego nieoznaczona ścieżka odbiegająca od znakowanego szlaku ok. 150 m powyżej jaskini.

## Szlak turystyczny
Lubień – Zimna Dziura – Mały Szczebel – Szczebel. Odległość 5,4 km, suma podejść 420 m, suma zejść 20 m, czas przejścia 2 godz. 30 min, z powrotem 1 godz. 45 min.